# Roberto Manuel Charters de Azevedo
Roberto Manuel Coutinho de Oliveira Charters de Azevedo OMAI (Leiria, Leiria, 17 de abril de 1915 — Leiria, Leiria, 15 de novembro de 2015) foi um engenheiro civil e radioamador português. 

## Biografia
Nascido em Lisboa no ano de 1915, era herdeiro da Villa Portela, conhecido chalet na cidade de Leiria, situado defronte dos Paços do Concelho — mandado construir pelo seu avô homónimo (Roberto Charters de Azevedo) —; bisneto, por varonia, do 1.º Visconde de São Sebastião, e de ascendência Inglesa, Roberto Manuel Charters de Azevedo frequentou o Liceu Camões e, mais tarde, o Instituto Superior Técnico da Universidade Técnica de Lisboa, onde se licenciou em Engenharia Civil.
Na sua carreira exerceu funções em grandes obras publicas realizadas em Portugal. Foi um dos projetistas do Estádio Nacional do Jamor, inaugurado em 1944, integrando em seguida a Comissão das Construções Hospitalares (1948-1951). Depois, foi nomeado secretário-geral do Laboratório Nacional de Engenharia Civil, até 1956. 
Ingressou em 1957 na Fundação Calouste Gulbenkian, onde foi sucessivamente, diretor de serviços e inspetor-geral. 
Também colaborou no Serviço de Obras do Metropolitano de Lisboa, elaborando o projeto do troço do Marquês de Pombal aos Restauradores, hoje Linha Azul, que foi inaugurada em 1963. 
Seria no entanto como radioamador que Roberto Manuel Charters de Azevedo passava à História. Concretamente esta em causa o facto ter sido o autor das primeiras emissões de televisão realizadas na Península Ibérica - um conjunto de imagens fixas, como se fossem diapositivos, através do processo de slow-scan, utilizando aparelhagem construída por si próprio. O feito aconteceu em 1954, quando ainda faltavam três anos para a RTP iniciar o seu serviço regular de televisão. As transmissões fizeram-se entre o Alto da Serafina, e a casa do seu amigo Levy de Carvalho, radioamador como ele, na Estrada da Luz, a poucos quilómetros de distância. Com este episodio ganhou o cognome de «Senhor Televisão». 
Foi agraciado com o grau de Oficial da Ordem Civil do Mérito Agrícola e Industrial Classe Industrial a 5 de Agosto de 1944.